# Большие Плоты
Большие Плоты — деревня в Тульской области России.
В рамках административно-территориального устройства является центром Большеплотавского сельского округа Ефремовского района, в рамках организации местного самоуправления входит в муниципальное образование город Ефремов со статусом городского округа.

## География
Расположена в 18 км к северу от города Ефремов.

## Население
| 2002 | 2004 | 2010 |
| ---- | ---- | ---- |
| 513  | ↗608 | ↘564 |